# Castianeira rica
Castianeira rica là một loài nhện trong họ Corinnidae.
Loài này thuộc chi Castianeira. Castianeira rica được miêu tả năm 1969 bởi Reiskind.